# Kushiro
Kushiro (釧路市?, Kushiro-shi) è una città portuale, capoluogo della sottoprefettura di Kushiro. È situata nella zona orientale della prefettura di Hokkaidō, in Giappone.
Nel 2011 la sua popolazione ammontava a 183 757 abitanti, per una superficie di 1362,75 km² ed una densità di 134,84 ab./km².
Kushiro ottenne lo status di città il 1º agosto 1922.

## Cronologia
- 1869: Kusuri diventa Kushiro
- 1900: Ottiene lo status di cittadina
- 1920: Diventa Kushiro-ku, ward del Giappone
- 1922: Kushiro ottiene lo status di città

## Clima
| Kushiro (1991-2020) Fonte: JMA   | Mesi         | Mesi         | Mesi         | Mesi         | Mesi        | Mesi        | Mesi        | Mesi        | Mesi        | Mesi        | Mesi         | Mesi         | Stagioni | Stagioni | Stagioni | Stagioni | Anno    |
| Kushiro (1991-2020) Fonte: JMA   | Gen          | Feb          | Mar          | Apr          | Mag         | Giu         | Lug         | Ago         | Set         | Ott         | Nov          | Dic          | Inv      | Pri      | Est      | Aut      | Anno    |
| -------------------------------- | ------------ | ------------ | ------------ | ------------ | ----------- | ----------- | ----------- | ----------- | ----------- | ----------- | ------------ | ------------ | -------- | -------- | -------- | -------- | ------- |
| T. max. media (°C)               | −0,2         | −0,1         | 3,3          | 8,0          | 12,6        | 15,8        | 19,6        | 21,5        | 20,1        | 15,1        | 8,9          | 2,5          | 0,7      | 8,0      | 19,0     | 14,7     | 10,6    |
| T. media (°C)                    | −4,8         | −4,3         | −0,4         | 4,0          | 8,6         | 12,2        | 16,1        | 18,2        | 16,5        | 11,0        | 4,7          | −1,9         | −3,7     | 4,1      | 15,5     | 10,7     | 6,7     |
| T. min. media (°C)               | −9,8         | −9,4         | −4,2         | 0,7          | 5,4         | 9,5         | 13,6        | 15,7        | 12,9        | 6,1         | −0,3         | −7,0         | −8,7     | 0,6      | 12,9     | 6,2      | 2,8     |
| T. max. assoluta (°C)            | 7,6 (1964)   | 7,9 (1989)   | 15,9 (2015)  | 23,5 (1983)  | 28,0 (1966) | 32,4 (2010) | 31,7 (2021) | 31,1 (2011) | 29,6 (2019) | 22,9 (2012) | 18,7 (1940)  | 12,4 (1954)  | 12,4     | 28,0     | 32,4     | 29,6     | 32,4    |
| T. min. assoluta (°C)            | −28,3 (1922) | −27,0 (1933) | −24,8 (1924) | −14,1 (1912) | −4,6 (1953) | −0,4 (1985) | 3,3 (1945)  | 5,4 (1917)  | −2,2 (1940) | −6,9 (1950) | −15,2 (1910) | −22,7 (1945) | −28,3    | −24,8    | −0,4     | −15,2    | −28,3   |
| Giorni di calura (Tmax ≥ 30 °C)  | 0,0          | 0,0          | 0,0          | 0,0          | 0,0         | 0,0         | 0,1         | 0,2         | 0,0         | 0,0         | 0,0          | 0,0          | 0,0      | 0,0      | 0,3      | 0,0      | 0,3     |
| Giorni di gelo (Tmin ≤ 0 °C)     | 30,6         | 27,9         | 27,3         | 11,5         | 0,7         | 0,0         | 0,0         | 0,0         | 0,0         | 2,0         | 16,7         | 29,2         | 87,7     | 39,5     | 0,0      | 18,7     | 145,9   |
| Giorni di ghiaccio (Tmax ≤ 0 °C) | 16,2         | 13,9         | 3,6          | 0,1          | 0,0         | 0,0         | 0,0         | 0,0         | 0,0         | 0,0         | 0,2          | 6,9          | 37,0     | 3,7      | 0,0      | 0,2      | 40,9    |
| Nuvolosità (okta al giorno)      | 4,6          | 5,1          | 5,9          | 6,8          | 7,5         | 8,5         | 8,8         | 8,6         | 7,5         | 5,8         | 4,9          | 4,4          | 4,7      | 6,7      | 8,6      | 6,1      | 6,5     |
| Precipitazioni (mm)              | 40,4         | 24,8         | 55,9         | 79,4         | 115,7       | 114,2       | 120,3       | 142,3       | 153,0       | 112,7       | 64,7         | 56,6         | 121,8    | 251,0    | 376,8    | 330,4    | 1 080,0 |
| Giorni di pioggia                | 4,8          | 4,2          | 6,3          | 7,8          | 9,2         | 8,4         | 9,4         | 10,2        | 9,6         | 7,5         | 6,9          | 6,2          | 15,2     | 23,3     | 28,0     | 24,0     | 90,5    |
| Nevicate (cm)                    | 32           | 27           | 31           | 7            | 0           | 0           | 0           | 0           | 0           | 0           | 4            | 26           | 85       | 38       | 0        | 4        | 127     |
| Giorni di neve                   | 6,4          | 6,5          | 5,3          | 1,5          | 0,1         | 0,0         | 0,0         | 0,0         | 0,0         | 0,0         | 0,9          | 4,4          | 17,3     | 6,9      | 0,0      | 0,9      | 25,1    |
| Giorni di nebbia                 | 1,3          | 2,1          | 4,0          | 8,7          | 12,3        | 15,9        | 16,2        | 15,2        | 10,1        | 6,8         | 2,6          | 1,7          | 5,1      | 25,0     | 47,3     | 19,5     | 96,9    |
| Umidità relativa media (%)       | 67           | 69           | 71           | 77           | 80          | 87          | 88          | 87          | 84          | 76          | 69           | 67           | 67,7     | 76       | 87,3     | 76,3     | 76,8    |
| Ore di soleggiamento mensili     | 186,7        | 183,1        | 200,8        | 182,2        | 177,5       | 126,8       | 118,9       | 117,6       | 143,9       | 177,0       | 167,6        | 175,6        | 545,4    | 560,5    | 363,3    | 488,5    | 1 957,7 |
| Pressione a 0 metri s.l.m. (hPa) | 1 006,8      | 1 007,7      | 1 007,5      | 1 007,4      | 1 006,9     | 1 005,6     | 1 005,1     | 1 006,6     | 1 009,3     | 1 010,9     | 1 010,1      | 1 007,7      | 1 007,4  | 1 007,3  | 1 005,8  | 1 010,1  | 1 007,6 |
| Tensione di vapore (hPa)         | 3,0          | 3,2          | 4,3          | 6,2          | 8,9         | 12,4        | 16,7        | 18,5        | 15,9        | 10,3        | 6,2          | 3,7          | 3,3      | 6,5      | 15,9     | 10,8     | 9,1     |
| Vento (direzione-m/s)            | NNE 5,4      | NNE 5,5      | NNE 5,8      | NNE 5,2      | S 4,7       | S 3,9       | SSE 3,5     | S 3,9       | NNE 4,5     | NNE 5,2     | NNE 5,9      | NNE 5,9      | 5,6      | 5,2      | 3,8      | 5,2      | 5,0     |

## Sport
Lo sport più praticato è l'hockey su ghiaccio: in città giocano i Nippon Paper Cranes, tre volte vincitori dell'Asia League. La città ha inoltre dato i natali ai primi due giocatori giapponesi scelti in un draft NHL: Hiroyuki Miura (nel 1992 dai Montreal Canadiens, ma che non giocò mai in NHL), e Yutaka Fukufuji (nel 2004 dai Los Angeles Kings, con cui ha giocato quattro incontri, diventando il primo giapponese a giocare in NHL).